# New World (jeu vidéo)
New World est un jeu vidéo de rôle en ligne massivement multijoueur (MMORPG) développé et édité par Amazon Game Studios, sorti le 28 septembre 2021 sur Microsoft Windows. Le jeu fonctionne sur un modèle buy-to-play (en), ce qui veut dire que le jeu ne nécessite pas d'abonnement mensuel afin d'y jouer mais d'un achat en une fois. Plusieurs bêtas fermées furent ouvertes à partir de juillet 2020 pour les joueurs ayant précommandé le jeu ou pour les joueurs étant inscrits en tant que testeurs sur le site officiel de New World.

## Synopsis
Situés au milieu du XVIIe siècle, les joueurs colonisent une terre fictive, Aeternum, inspirée de l'Amérique britannique dans l'océan Atlantique.

## Système de jeu
Comme tout MMORPG, les joueurs peuvent explorer, récupérer des ressources, fabriquer des objets, construire des colonies, combattre des monstres et faire du PvP. A contrario, le jeu ne propose aucune classe ni rôle spécifique ; le gameplay du joueur variera en fonction des caractéristiques attribuées à son personnage (Force, Dextérité, Intelligence, Concentration et Forme) et des armes choisies (Arc, Bâton de feu, Bâton de vie, Bouclier et Épée, Rapière, Lance, Hachette, Marteau, Hache a deux mains, Mousquet, Gant de glace, Gant du Néant, Tromblon).
Ces différentes armes ont des points de compétences qui permettent d'obtenir des sorts et des compétences, de modifier ses statistiques.

### Quêtes
Les quêtes ont pour but de vous faire monter de niveau, faire gagner des points aux avant-postes.

### Métiers
Les métiers sont divisés en trois parties :
- Fabrication (armurier, fabricant d'armes, joaillerie, ingénierie, arcane, cuisine et fabricant de meubles) ;
- Raffinage (forge, travailleur du bois, travailleur du cuir, tisseur et tailleur de pierre) ;
- Récolte (Bûcheron, mineur, herboriste, dépeceur et pêcheur).

### Factions
Le joueur peut choisir entre trois factions distinctes :
- Les Maraudeurs, une impitoyable force militaire visant à conquérir Aeternum ;
- L'Ombre, une organisation mystérieuse à la recherche de connaissances secrètes ;
- Les Engagés, un ordre de champions de la lumière divine luttant pour le salut de tous.

### Logement
Le joueur peut davantage s'immerger dans le vaste monde d'Aeternum en devenant propriétaire de sa propre maison dans toute ville centrale de chaque colonie en augmentant son niveau de réputation dans le territoire en question. Une fois que le joueur aura atteint le niveau 10 de réputation dans le territoire souhaité, il pourra alors s'acheter un foyer.
Les maisons peuvent toutes varier en termes d'apparence par région. Il est cependant possible d'acheter toute maison dans tous les territoires du jeu, alors on ne doit pas se limiter à une seule. Le joueur peut aussi personnaliser sa maison en fabricant d'innombrables décorations et meubles d'intérieur. Les ébénistes pourront aussi créer des trophées pour ajouter à leur nouvelle demeure. De plus, les maisons offrent davantage de rangement pour tous les items retrouvés dans le vaste monde d'Aeternum.

## Développement
Le jeu devait à l'origine sortir en août 2020 avant d'être repoussé au printemps 2021 puis au 31 août 2021. Il est finalement sorti le 28 septembre 2021.

## Mises à jour

### Heart of Madness
La mise à jour est déployée le 30 mars 2022, à 14h, après 2 heures d'interruption de service.
De nouvelles quêtes sont ajoutées au jeu, dont l'intrigue "Le coeur de la tempête", confiée par Yseult Meredith, qui permettra de découvrir suite de l'histoire d'Isabella. Par ailleurs, le Tromblon fait son entrée apportant deux arbres de compétences : celui du contrôle et celui du chaos. Une série de quêtes d'armes légendaires pour les joueurs de niveau 60 ayant atteint le niveau de capacité maximum pour cette nouvelle arme vient enfin compléter ce programme,.

### New World: Aeternum
Cet action-RPG en ligne est sorti le 15 octobre 2024 sur PlayStation 5 et Xbox Series au prix de 60 €, alors qu'il s'agit d'une simple mise à jour gratuite pour les joueurs PC possédant l'extension Rise of the Angry Earth.
Cette refonte, présentée comme la version définitive de New World, permet le crossplay et une meilleure expérience solo. Le jeu se veut plus accueillant pour les nouveaux venus, mais il offre également des nouveautés pour les vétérans : l'île des Lames devient les Brumes maudites, une grande zone dangereuse conçue pour des affrontements PvP/PvE, le premier raid à 10 joueurs, La Ruche des Gorgones, fait son arrivée et les épreuves de l'âme, des combats de boss en solo, sont disponibles quotidiennement,.